# Muscicapa aquatica
Muscicapa aquatica е вид пойна африканска птица от разред Врабчоподобни.

## Разпространение
Птицата обитава тропични и субтропични места обрасли с храсталаци и заблатени местности. Среща се в Субсахарска Африка в страните Бенин, Буркина Фасо, Бурунди, Камерун, ЦАР, Чад, ДР Конго, Кот д'Ивоар, Гамбия, Гана, Гвинея-Бисау, Кения, Мали, Нигер, Нигерия, Руанда, Сенегал, Судан, Танзания, Того, Уганда и Замбия.